# Liste der Einträge im National Register of Historic Places in Lynn (Massachusetts)

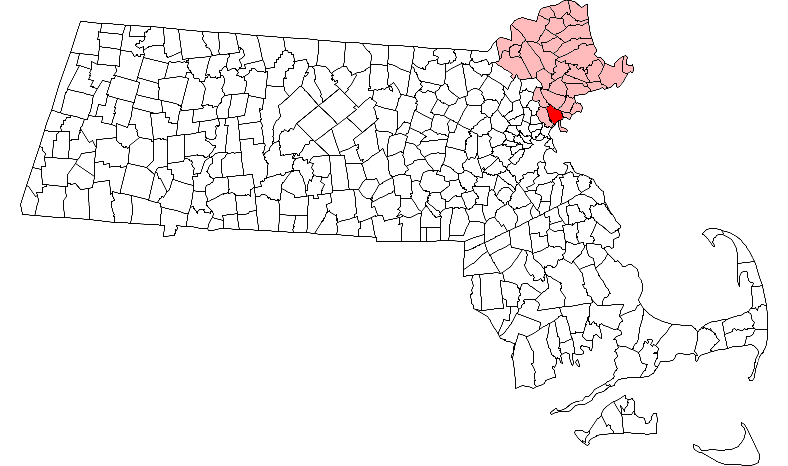
Lynn im Essex County

Die Liste der Einträge im National Register of Historic Places in Lynn enthält alle Einträge in das National Register of Historic Places auf dem Gebiet der Stadt Lynn im Bundesstaat Massachusetts der Vereinigten Staaten.
Die darüber hinausgehenden Einträge des Essex County sind in der Liste der Einträge im National Register of Historic Places im Essex County dargestellt.

## Legende
| NRHP | Historic Place    |
| NHL  | Historic Landmark |
| HD   | Historic District |

## Aktuelle Einträge in Lynn
| [ 1 ] | Name                                                | Bild                                                | Eintragsdatum                  | Lage                                                                     | Ort  | Beschreibung                                                                           |
| ----- | --------------------------------------------------- | --------------------------------------------------- | ------------------------------ | ------------------------------------------------------------------------ | ---- | -------------------------------------------------------------------------------------- |
| 1     | Capitol Diner                                       | Capitol Diner                                       | 22. Sep. 1999 ID-Nr. 99001121  | 431 Union St. 42° 27′ 47″ N, 70° 56′ 41″ W                               | Lynn |                                                                                        |
| 2     | Central Square Historic District                    | Central Square Historic District                    | 10. Dez. 1985 ID-Nr. 85003335  | Central Sq., Monroe, Union und Willow Sts. 42° 27′ 50″ N, 70° 56′ 44″ W  | Lynn |                                                                                        |
| 3     | Diamond Historic District                           | Diamond Historic District                           | 10. Okt. 1996 ID-Nr. 96001040  | 42° 27′ 38″ N, 70° 55′ 58″ W                                             | Lynn |                                                                                        |
| 4     | Mary Baker Eddy House                               | weitere Bilder                                      | 13. Jan. 2021 ID-Nr. 100006275 | 42° 27′ 50,4″ N, 70° 56′ 6,4″ W                                          | Lynn | Wohnhaus von Mary Baker Eddy                                                           |
| 5     | English High School                                 | English High School                                 | 11. Sep. 1986 ID-Nr. 86002508  | Essex und James Sts. 42° 28′ 37″ N, 70° 56′ 40″ W                        | Lynn | Der NRHP-Eintrag betrifft den Altbau, nicht die aktuellen Gebäude.                     |
| 6     | Fabens Building                                     | Fabens Building                                     | 25. Feb. 1982 ID-Nr. 82001879  | 312-314 Union St. 42° 27′ 53″ N, 70° 56′ 38″ W                           | Lynn |                                                                                        |
| 7     | G.A.R. Hall and Museum                              | G.A.R. Hall and Museum                              | 7. Mai 1979 ID-Nr. 79000331    | 58 Andrew St. 42° 27′ 46″ N, 70° 56′ 53″ W                               | Lynn |                                                                                        |
| 8     | High Rock Tower-High Rock Cottage and Daisy Cottage | High Rock Tower-High Rock Cottage and Daisy Cottage | 11. Okt. 1979 ID-Nr. 09000086  | 15, 17 Campbell Terr. und High Rock Park 42° 28′ 6,4″ N, 70° 56′ 49,2″ W | Lynn |                                                                                        |
| 9     | Charles Lovejoy House                               | Charles Lovejoy House                               | 28. Nov. 1978 ID-Nr. 78000454  | 64 Broad St. 42° 27′ 48″ N, 70° 56′ 19″ W                                | Lynn |                                                                                        |
| 10    | Lynn Armory                                         | Lynn Armory                                         | 7. Sep. 1979 ID-Nr. 79000332   | 36 S. Common St. 42° 27′ 47″ N, 70° 57′ 16″ W                            | Lynn |                                                                                        |
| 11    | Lynn Bank Block                                     | Lynn Bank Block                                     | 26. Aug. 1982 ID-Nr. 82004964  | 21-29 Exchange St. 42° 27′ 48,9″ N, 70° 56′ 35,9″ W                      | Lynn |                                                                                        |
| 12    | Lynn Common Historic District                       | Lynn Common Historic District                       | 10. Apr. 1992 ID-Nr. 92000247  | 42° 27′ 49″ N, 70° 57′ 28″ W                                             | Lynn |                                                                                        |
| 13    | Lynn Item Building                                  |                                                     | 18. Aug. 2023 ID-Nr. 100009282 | 38-54 Exchange St. 42° 27′ 43″ N, 70° 56′ 41″ W                          | Lynn |                                                                                        |
| 14    | Lynn Masonic Hall                                   | Lynn Masonic Hall                                   | 21. Aug. 1979 ID-Nr. 79000333  | 64-68 Market St. 42° 27′ 48″ N, 70° 56′ 59″ W                            | Lynn |                                                                                        |
| 15    | Lynn Memorial City Hall and Auditorium              | Lynn Memorial City Hall and Auditorium              | 24. Feb. 2005 ID-Nr. 05000082  | 3 City Hall Square 42° 27′ 53″ N, 70° 57′ 6″ W                           | Lynn |                                                                                        |
| 16    | Lynn Public Library                                 | Lynn Public Library                                 | 21. Aug. 1979 ID-Nr. 79000334  | 5 N. Common St. 42° 27′ 52″ N, 70° 57′ 15″ W                             | Lynn |                                                                                        |
| 17    | Lynn Realty Company Building No. 2                  | Lynn Realty Company Building No. 2                  | 31. März 1983 ID-Nr. 83000579  | 672-680 Washington St. 42° 27′ 43″ N, 70° 56′ 41″ W                      | Lynn |                                                                                        |
| 18    | Lynn Woods Historic District                        | Lynn Woods Historic District                        | 6. Sep. 1996 ID-Nr. 96000951   | 42° 29′ 21″ N, 70° 59′ 13″ W                                             | Lynn |                                                                                        |
| 19    | Mowers’ Block                                       | Mowers’ Block                                       | 25. Feb. 1982 ID-Nr. 82001991  | 7 Willow St. und 67-83 Blake St. 42° 27′ 51,1″ N, 70° 56′ 44,2″ W        | Lynn |                                                                                        |
| 20    | Munroe Street Historic District                     | Munroe Street Historic District                     | 2. Dez. 1996 ID-Nr. 96000952   | 42° 27′ 46,1″ N, 70° 56′ 53,2″ W                                         | Lynn |                                                                                        |
| 21    | Nahant Beach Boulevard                              | Nahant Beach Boulevard                              | 11. Aug. 2003 ID-Nr. 03000747  | Nahant Beach Boulevard 42° 26′ 12,1″ N, 70° 56′ 17,2″ W                  | Lynn | Erstreckt sich bis Nahant und ist Teil des Metropolitan Park System of Greater Boston. |
| 22    | Lucian Newhall House                                | Lucian Newhall House                                | 18. Juli 1985 ID-Nr. 85001576  | 281 Ocean St. 42° 27′ 38,9″ N, 70° 56′ 12,1″ W                           | Lynn |                                                                                        |
| 23    | Old Lynn High School                                | Old Lynn High School                                | 6. März 2002 ID-Nr. 02000130   | 50 High St. 42° 27′ 58,3″ N, 70° 56′ 45,2″ W                             | Lynn |                                                                                        |
| 24    | Old Post Office Building                            | Old Post Office Building                            | 14. Sep. 1981 ID-Nr. 81000118  | 360 Washington St. 42° 27′ 52,9″ N, 70° 56′ 53,9″ W                      | Lynn |                                                                                        |
| 25    | Pine Grove Cemetery                                 | Pine Grove Cemetery                                 | 27. Juni 2014 ID-Nr. 14000364  | 145 Boston St. 42° 28′ 38,6″ N, 70° 57′ 43,6″ W                          | Lynn |                                                                                        |
| 26    | Lydia Pinkham House                                 | Lydia Pinkham House                                 | 25. Sep. 2012 ID-Nr. 12000818  | 285 Western Ave. 42° 28′ 32,5″ N, 70° 57′ 2,5″ W                         | Lynn |                                                                                        |
| 27    | St. Stephen’s Memorial Church                       | St. Stephen’s Memorial Church                       | 7. Sep. 1979 ID-Nr. 79000335   | 74 S. Common St. 42° 27′ 46″ N, 70° 57′ 24″ W                            | Lynn |                                                                                        |
| 28    | Tapley Building                                     |                                                     | 31. März 1983 ID-Nr. 83000586  | 206 Broad St. 42° 27′ 45″ N, 70° 56′ 41″ W                               | Lynn | 1999 durch ein Feuer zerstört.                                                         |
| 29    | US Post Office-Lynn Main                            | US Post Office-Lynn Main                            | 20. Juni 1986 ID-Nr. 86001342  | 51 Willow St. 42° 27′ 54″ N, 70° 56′ 48″ W                               | Lynn |                                                                                        |
| 30    | Vamp Building                                       | Vamp Building                                       | 31. März 1983 ID-Nr. 83000587  | 3-15 Liberty Square 42° 27′ 45″ N, 70° 56′ 50″ W                         | Lynn |                                                                                        |